# Studio Danse
Studio Danse est une série de bande dessinée humoristique sur l'univers de la danse crée en 2007 par les auteurs Béka, (Bertrand Escaich et Caroline Roque) et Crip (Christophe Piron), aux éditions Bamboo.

## La série
La série met en scène les aventures de Julie, Luce et Alia, trois collégiennes qui apprennent la danse à l'école Studio Danse. Elles y suivent des cours de danse classique et de modern-jazz, puis de danse africaine à partir du tome 3. Les albums se composent de gags en une planche, à l'exception du tome 10 qui constitue une histoire complète. Certains gags mettent en scène un groupe de garçons qui pratiquent le hip-hop au sein de la même école.
Maëla Cosson colorise tous les albums de la série.
En 2010, la série est adaptée en romans jeunesses, écrits par Caroline Roque du duo Béka.
La série Studio Danse est une des séries compte plus d'un million d'albums vendus.
Depuis 2012, tous les titres de la série sont également disponibles en anglais (États-Unis) auprès de l'éditeur new-yorkais Papercutz, ainsi qu'en néerlandais, chez Ballon Média.
Les auteurs Béka et Crip sont également les créateurs de la série Les Fées Valentines aux éditions Dargaud.

## Personnages
- Julie : La bonne élève, studieuse et appliquée. Sa petite sœur, Capucine, est également élève à l'école Studio Danse, dans le groupe des petites.
- Alia : La plus fantasque et espiègle du trio de copines. Elle est d'origine antillaise. Son frère pratique le hip-hop à l'école Studio Danse.
- Luce : Timide et peu sûre d'elle, elle vit tantôt chez son père, tantôt chez sa mère, car ses parents sont séparés. Elle rêve de devenir chorégraphe.
- Carla : La rivale de nos héroïnes, qui cherche à leur ravir les premiers rôles dans chaque ballet.
- Bruno : Le seul garçon du groupe de danse. Les rôles de Prince Charmant lui sont toujours attribués, pour le plus grand plaisir de Luce qui a un faible pour lui.
- Capucine : La petite sœur de Julie, également élève à l'école Studio Danse.
- Mlle Anne : La professeur de danse classique, rigide et exigeante.
- Mary : La professeur de modern-Jazz. Elle déborde d'idées farfelues pour inventer de nouvelles chorégraphies.
- Fatou : La professeur de danse africaine.
- Kader : Le professeur de hip-hop.
- Natalia : La couturière de l'école de danse. Elle crée les costumes de tous les spectacles.
- Léo : Le frère d'Alia, qui suit des cours de hip-hop avec Kader, ainsi qu'avec Tim, le petit ami de Julie dans les premiers tomes de la série.
- D'autres élèves du cours de danse apparaissent régulièrement dans chaque album, notamment la blonde Camille qui tient un rôle central dans le cinquième roman Camille Amoureuse.
- Sam: ami de Fatou, il pratique le djembé
- Eliot: ex petit-ami de Luce, les deux aiment les pâtisseries, c'est un passionné de vin et possède une cave rempli de cette boisson.
- Charlette: Soeur jumelle de Mary et ex-femme de Kader. Elle est sage-femme à l'hôpital de la ville.

## Ballets de Studio Danse
Plusieurs albums mettent en scène la représentation d'un ballet, donné par les élèves de l'école Studio Danse :
- Tome 1 : La Belle au Bois Dormant.
- Tome 2 : Roméo et Juliette.
- Tome 3 : Pas de ballet, mais beaucoup de gags sur la danse africaine.
- Tome 4 : Pas de ballet. Les élèves participent à un concours national à l'Opéra de Paris.
- Tome 5 : Casse-Noisette, joué par les élèves en Russie, au théâtre Mariinski de Saint-Pétersbourg.
- Tome 6 : Coup de foudre dans la forêt. Ballet écrit par Luce.
- Tome 7 : Un chant de Noël, comédie musicale jouée à Londres, d'après le conte éponyme de Charles Dickens.
- Tome 8 : Blanche Neige.
- Tome 9 : Pas de ballet, mais une tournée d'été intitulée « L'Histoire du Jazz », effectuée par les élèves de l'école avec Mary, leur professeur de modern-jazz.
- Tome 10 : La Reine des Neiges. Récit complet.

## Albums
- Studio Danse, scénario de Béka, dessins de Crip, Bamboo Édition

- - Tome 1, 2008  (ISBN 978-2-350-78413-7)
  - Tome 2, 2008  (ISBN 978-2-350-78465-6)
  - Tome 3, 2009  (ISBN 978-2-350-78605-6)
  - Tome 4, 2010  (ISBN 978-2-350-78827-2)
  - Tome 5, 2010  (ISBN 978-2-8189-0164-9)
  - Tome 6, 2011  (ISBN 978-2-8189-0734-4)
  - Tome 7, 2012  (ISBN 978-2-8189-2203-3)
  - Tome 8, 2013  (ISBN 978-2-8189-2533-1)
  - Tome 9, 2015  (ISBN 978-2-8189-3206-3)
  - Tome 10, 2017  (ISBN 978-2-8189-4274-1)
  - Tome 11, 2019  (ISBN 978-2818967379)
  - Tome 12, 2020  (ISBN 978-2-8189-4274-1)

- Studio Danse romans jeunesse, texte de Caroline Roque sur une idée des Béka, dessins de Poupard, Bamboo Édition, collection Bamboo Poche

- 1. Le destin de Prune, 2010  (ISBN 978-2-350-78963-7)
  2. Pas de danse pour Alia, 2011  (ISBN 978-2-8189-0593-7)
  3. Flash Mob Dance à Paris, 2012  (ISBN 978-2-8189-0899-0)
  4. Le grenier aux étoiles, 2013  (ISBN 978-2-8189-2228-6)
  5. Camille amoureuse, 2014  (ISBN 978-2-8189-2562-1)

  - La Compil tomes 1,2 et 3, 2014  (ISBN 978-2-8189-3173-8)

- En langue anglaise (États-Unis) : Dance Class[3]
  1. So, you think you can hip-hop ?, writer Beka, artist Crip, Joe Johnson translation, Papercutz 2012  (ISBN 978-1-59707-254-0)
  2. Romeo and Juliet, writer Beka, artist Crip, Joe Johnson translation, Papercutz 2012  (ISBN 978-1-59707-317-2)
  3. African Folk Dance Fever, writer Beka, artist Crip, Joe Johnson translation, Papercutz 2012  (ISBN 978-1-59707-363-9)
  4. A funny thing happened on the way to Paris, writer Beka, artist Crip, Joe Johnson translation, Papercutz 2013  (ISBN 978-1-59707-384-4)
  5. To Russian with love, writer Beka, artist Crip, Joe Johnson translation, Papercutz 2013  (ISBN 978-1-59707-423-0)
  6. A Merry Olde Christmas, writer Beka, artist Crip, Joe Johnson translation, Papercutz 2013  (ISBN 978-1-59707-442-1)
  7. School Night Fever, writer Beka, artist Crip, Joe Johnson translation, Papercutz 2014  (ISBN 978-1-59707-504-6)
  8. Snow White and the Seven Dwarves, writer Beka, artist Crip, Joe Johnson translation, Papercutz 2014  (ISBN 978-1-62991-057-4)
  9. Dancing in the Rain, writer Beka, artist Crip, Joe Johnson translation, Papercutz 2015  (ISBN 978-1-62991-187-8)
  10. Letting it go, writer Beka, artist Crip, Joe Johnson translation, Papercutz 2020  (ISBN 978-1-54580-432-2)
  11. Dance With Me, writer Beka, artist Crip,Joe Johnson translation, Papercutz 2021  (ISBN 978-1-54580-632-6)
  12. The New Girl, writer Beka, artist Crip,Joe Johnson translation, Papercutz 2021  (ISBN 978-1-54580-883-2)
  13. Swan Lake, writer Beka, artist Crip, Joe Johnson translation, Papercutz 2024  (ISBN 978-1-54581-127-6)

## Prix
- Prix de la meilleure BD jeunesse, festival de Puteaux 2013.